# کامیلا آشلند
کامیلا آشلند (انگلیسی: Camila Ashland؛ زادهٔ ۲۴ مارس ۱۹۱۸) یک هنرپیشه اهل ایالات متحده آمریکا است.

## گزیده فیلمشناسی
از فیلم‌ها یا برنامه‌های تلویزیونی که وی در آن نقش داشته‌است می‌توان به آثار زیر اشاره کرد.
- ۱۰ (فیلم ۱۹۷۹) (۱۹۷۹)
- از هر راهی که می‌توانی (۱۹۸۰)